# Сиренко, Иван Маркович
Сиренко Иван Маркович (23 августа 1907, Братолюбовка, Херсонская губерния — 17 марта 1986, Кривой Рог, Днепропетровская область) — советский партийный деятель, 1-й секретарь Криворожского горкома КП(б) Украины. Почётный гражданин Кривого Рога (1975).

## Биография
Родился 23 августа 1907 года в селе Братолюбовка в семье крестьянина. 
Трудовую деятельность начал в 1923 году плотником.
В 1927—1929 годах — член правления сельскохозяйственного кредитного общества. Служил в войсках пограничной комендатуры. Член ВКП(б) с 1930 года.
Окончил советскую партийную школу в Кривом Роге и в 1933 году курсы ЦК КП(б) Украины в Одессе. В 1933—1935 годах заведовал учебной частью Криворожской совпартшколы, а затем Домом партактива в Кривом Роге.
В 1935—1938 годах преподавал в Криворожском педагогическом институте.
В 1938—1940 годах — заведующий отделом кадров, в 1940—1941 годах — секретарь Криворожского городского комитета КП(б) Украины.
В августе 1941 года руководил эвакуацией промышленных предприятий Кривого Рога. Участник Великой Отечественной войны, служил в политотделах. Принимал участие в формировании спецотряда Аркадия Шурупова.
С 1943 года возвращается на партийную работу — инструктор ЦК КП(б) Украины в Харькове, потом секретарь Криворожского горкома КП(б) Украины на Первомайском руднике Жовтневого района Кривого Рога.
В 1944—1946 годах — первый секретарь Криворожского городского комитета КП(б) Украины. Восстанавливал разрушенный Кривбасс.
После 1946 года работал в Криворожском педагогическом институте, много лет был секретарём партийного комитета Криворожского завода горного оборудования «Коммунист».
С 1960 года на пенсии — персональный пенсионер республиканского значения. Активно участвовал в общественной жизни города, оставил воспоминания о Кривом Роге.
Умер 17 марта 1986 года в Кривом Роге.

## Награды
- Орден Красной Звезды;
- Почётный гражданин Кривого Рога (25.03.1975);
- Орден Отечественной войны 1-й степени (06.04.1985)[1].